# Josh Peck
Joshua Michael Peck, conocido como Josh Peck (Nueva York, 10 de noviembre de 1986), es un actor, comediante y, ocasionalmente, director y productor estadounidense. Es conocido por su papel de Josh Nichols en el programa de Nickelodeon, Drake & Josh. Actualmente, es integrante del Vlog Squad, encabezado por David Dobrik.

## Primeros años
Nació en la zona de Manhattan (Nueva York), donde estudió en la Professional Performing Arts School. Sus padres no estaban casados en el momento de su nacimiento y nunca ha conocido a su padre biológico. Creció con su madre, Barbara, y su abuela materna. Fue criado en la religión judía de su madre e hizo su bar mitzvah. Tenía asma durante su infancia, y con frecuencia se quedaba mirando en la televisión comedias antiguas, lo que lo inspiró a involucrarse en la stand-up comedy cuando tenía ocho años de edad, y a los nueve años actuó en una obra musical.

## Carrera
Actuó en teatro infantil local y realizó un stand-up en el Caroline's Comedy Club para la Fundación Audrey Hepburn. Más tarde se le ofreció un papel en la serie de Nickelodeon El show de Amanda y, a sugerencia de su madre Barbara, aceptó el papel, y se mudó a Los Ángeles para seguir con su carrera como actor.
Peck hizo su debut cinematográfico en la película Snow Day, y apareció regularmente en El show de Amanda hasta el final de la serie en 2002. También protagonizó junto a Alex D. Linz y Zena Grey la película Max Keeble's Big Move, estrenada el 5 de octubre de 2001. Fue estrella invitada en el episodio de la popular serie de NBC ER "Thy Will Be Done". Durante este periodo, Peck apareció en algunos filmes independientes, incluyendo Spun y Mean Creek, por el que recibió buenas críticas. A partir de entonces, sus créditos cinematográficos han incluido papeles en cintas como The Newcomers; también trabajó junto a Brittany Murphy y Mickey Rourke, en Mean Creek, Havoc, Special, y The Wackness, que protagonizó junto a Ben Kingsley, Famke Janssen y Olivia Thirlby, y Drillbit Taylor, con Owen Wilson y Nate Hartley, entre otras.
Otro aspecto de su carrera se desarrolló como actor de voz en Ice Age: The Meltdown e Ice Age: Dawn of the Dinosaurs y sus correspondientes videojuegos, donde interpretó al personaje de Eddie, y puso también la voz de Sparks en Aliens in the Attic.
Fue elegido para el papel de Josh Nichols, junto al de Drake Bell, Drake Parker, en otra serie de Nickelodeon, Drake & Josh, que comenzó a emitirse en 2004 y por la que ganó popularidad entre las jóvenes audiencias. El personaje de Josh era desinhibido, tímido y enfático. En Drake & Josh, su personaje, junto al de Drake Bell, eran atormentados por la actriz Miranda Cosgrove, que interpretaba al personaje de Megan Parker.
Su última participación en Drake & Josh fue en la película Merry Christmas, Drake & Josh.
Actualmente sigue haciendo papeles en televisión. Prestó su voz al personaje de Casey Jones en la serie Las Tortugas Ninja y fue coprotagonista de una serie de FOX, Grandfathered.

## Vida personal
En junio de 2017, contrajo matrimonio con Paige O'Brien. El 25 de agosto de 2018 reveló que pronto sería padre. Su hijo, Max, nació el 29 de diciembre de 2018. En junio de 2022 se hizo público que iba a ser padre por segunda vez. Su hijo Shai nació en octubre de 2022.

## Filmografía

### Cine
| Año  | Película                        | Papel              | Notas         |
| ---- | ------------------------------- | ------------------ | ------------- |
| 2000 | The Newcomers                   | Slim               |               |
| 2000 | Snow Day                        | Wayne Alworth      |               |
| 2001 | Max Keeble's Big Move           | Robert "Robe"      |               |
| 2002 | Spun                            | Fat Boy            |               |
| 2004 | Mean Creek                      | George Tooney      |               |
| 2005 | Havoc                           | Josh Rubin         |               |
| 2006 | Cars                            | Voces Adicionales  |               |
| 2006 | Especial                        | Joey               |               |
| 2006 | Ice Age: The Meltdown           | Eddie              | Voz           |
| 2006 | Drake & Josh Go Hollywood       | Josh Nichols       |               |
| 2007 | Drake & Josh: Really Big Shrimp | Josh Nichols       |               |
| 2008 | Merry Christmas Drake and Josh  | Josh Nichols       |               |
| 2008 | The Wackness                    | Luke Shapiro       |               |
| 2008 | Drillbit Taylor                 | Ronnie             |               |
| 2008 | American Primitive              | Spoke White        |               |
| 2009 | What Goes Up                    | Jim Lement         |               |
| 2009 | Ice Age: Dawn of the Dinosaurs  | Eddie              | Voz           |
| 2009 | Aliens in the Attic             | Sparks             | Voz           |
| 2012 | ATM                             | Corey              |               |
| 2012 | Ice Age: Continental Drift      | Eddie              | Voz           |
| 2012 | Red Dawn                        | Matt Eckert        |               |
| 2013 | Battle of the Year              | Franklyn           |               |
| 2014 | Imagine                         |                    | Posproducción |
| 2014 | The Timber                      | Samuel             |               |
| 2014 | Bukowski                        |                    |               |
| 2015 | The Wedding Ringer              |                    | Cameo         |
| 2015 | Danny Collins                   | Nicky Ernst        |               |
| 2016 | Capitán América: Civil War      |                    | Cameo         |
| 2016 | Ice Age: Collision Course       | Eddie              | Voz           |
| 2017 | Chronically Metropolitan        | John               | Posproducción |
| 2017 | Take the 10                     | Chris              |               |
| 2017 | Gnome Alone                     | Liam               | Voz           |
| 2017 | The Labyrinth                   | PL8-0              |               |
| 2022 | 13                              | El rabino          |               |
| 2023 | Oppenheimer                     | Kenneth Bainbridge |               |
| 2024 | Junction                        | Jeff               |               |
| 2024 | Summer Camp                     | TBA                |               |

### Televisión
| Televisión  | Televisión                        | Televisión                                                 | Televisión                                                          |
| Año         | Título                            | Personaje                                                  | Notas                                                               |
| ----------- | --------------------------------- | ---------------------------------------------------------- | ------------------------------------------------------------------- |
| 1999-2002   | The Amanda Show                   | Josh Nichols                                               | 35 episodios, serie de TV Nickelodeon                               |
| 2001        | ER                                | Nick Stevens                                               | Episodio: "Thy Will Be Done"                                        |
| 2001        | Family Guy                        | Charlie                                                    | Episodio: "The Kiss Seen Around the World"                          |
| 2001        | Samurai Jack                      | Chico extraterrestre                                       | Episodio: "Aku's Fairy Tales"                                       |
| 2002-2004   | Whatever Happened to Robot Jones? | Lenny                                                      | Voz                                                                 |
| 2004-2007   | Drake & Josh                      | Josh Nichols                                               | Papel principal, serie de TV Nickelodeon                            |
| 2006        | Codename: Kids Next Door          | Numbuh                                                     | Episodio: "Operation C.A.K.E.D.-F.I.V.E."                           |
| 2006        | What's New, Scooby-Doo?           | Damian                                                     | Episodio: "E-Scream"                                                |
| 2009        | True Jackson                      | Dyllan Cooper                                              | Episodio: "Cooper TV"                                               |
| 2011        | Victorious                        | Chico en la audiencia                                      | Episodio: "La estrella del Wok" (temporada 1, episodio 17)          |
| 2013 - 2017 | Las Tortugas Ninja (2012)         | Casey Jones                                                | Voz - serie de TV Nickelodeon                                       |
| 2014        | The Big Bang Theory               | Jesse (dependiente de la tienda de cómics rival de Stuart) | Episodio: "The Occupation Recalibration" (temporada 7, episodio 13) |
| 2015-2016   | Grandfathered                     | Gerald                                                     | Protagonista, serie de TV FOX                                       |
| 2021        | Turner & Hootch                   | Scott Turner                                               | Elenco principal                                                    |
| 2022        | How I Met Your Father             | Vice Principal Drew                                        | 5 episodios (temporada 1)                                           |
| 2022-2023   | iCarly                            | Paul Denham                                                | Papel recurrente, serie de TV Paramount+                            |
| 2025        | The Last Of Us                    | Janowitz                                                   | "Day One" (Temporada 2, Episodio 4)                                 |

## Libros
| Libros                   | Libros    | Libros             | Libros                                       | Libros            |
| Título                   | Personaje | Editorial          | Escritor                                     | Notas             |
| ------------------------ | --------- | ------------------ | -------------------------------------------- | ----------------- |
| The Hedgehog Mystery     | Morris    | C, collins Big Cat | Ally Kennen                                  | Papel principal   |
| The Princess and the Pea | Snip      | C, collins Big Cat | Donna Abela Hans Christian Andersen (basado) | Papel terciario   |
| The Games Player of Zob  | Jack      | C, collins Big Cat | Paul Shipton                                 | Papel protagónico |

## Premios y nominaciones
| Año  | Premiación                | Categoría                         | Trabajo                               | Resultado |
| ---- | ------------------------- | --------------------------------- | ------------------------------------- | --------- |
| 2005 | Independent Spirit Awards | Premio de Distinción Especial     | Mean Creek (compartido con el elenco) | Ganadores |
| 2008 | Kids Choice Awards        | Actor de TV Favorito              | Drake & Josh                          | Nominado  |
| 2008 | Kids Choice Awards UK     | Estrella Masculina de TV Favorita | Drake & Josh                          | Ganador   |